# Петра, Ивон
Ивон Франсуа Мари Петра (фр. Yvon Francois Marie Petra; 8 марта 1916, Тёлон, Французская Кохинхина — 12 сентября 1984, Сен-Жермен-ан-Ле) — французский теннисист и теннисный тренер, с 1948 года выступавший как профессионал. Победитель Уимблдонского турнира 1946 года в одиночном разряде и 4-я ракетка мира по итогам этого года; трёхкратный победитель Tournoi de France (1943—1945) в одиночном разряде, трёхкратный победитель международного чемпионата Франции в мужском и смешанном парном разряде. Член Международного зала теннисной славы с 2016 года.

## Биография
Ивон Петра был постоянным участником международных теннисных турниров с середины 1930-х годов. После выхода в 1936 году в третий круг на Уимблдоне и в четвёртый круг на Открытый чемпионат США по теннису он был приглашён в сборную Франции для участия в розыгрыше Кубка Дэвиса. После ухода «четырёх мушкетёров» — Рене Лакоста, Анри Коше, Жака Брюньона и Жана Боротра — французская команда, однако, уже не доходила до финальных стадий розыгрыша этого трофея, хотя сам Петра регулярно приносил ей очки.
На индивидуальном уровне Петра выступал более успешно, в особенности в парах, уже в 1937 году выиграв с Симон Матьё международный чемпионат Франции в смешанном парном разряде. С Матьё он дошёл также до финала на Уимблдоне, а на чемпионате США повторил этот результат в паре с Сильвией Энротен, оба раза проиграв Дону Баджу с разными партнёршами. В 1938 году Петра и Бернар Дестремо стали чемпионами Франции уже в мужском парном разряде, победив в финале Баджа и Джина Мако. Петра в этом году стал также чемпионом Франции на крытых кортах.
Сезон 1939 года был прерван началом войны. 25-летний Петра ушёл на фронт, где попал в плен, освободившись только в 1942 году. В годы немецкой оккупации Франции и сразу по её окончании, когда чемпионат Франции в Париже проводился как внутренний турнир (при участии нескольких уроженцев Бельгии, Швейцарии и Люксембурга, игравших в местных клубах), Петра трижды подряд — в 1943, 1944 и 1945 годах — становился его победителем.
В 1946 году в Европу вернулся международный теннис, и Петра добился высшего успеха в своей игровой карьере, выиграв Уимблдонский турнир в одиночном разряде. Посеянный пятым Петра обыграл в финале занимавшего место двумя строчками выше австралийца Джеффа Брауна и стал последним теннисистом в истории, которому удалось завоевать этот трофей, выступая в брюках — все последующие чемпионы добивались этого уже в шортах (при этом впервые игрок вышел на матч Уимблдонского турнира в шортах лишь в 1930 году — им стал британец Брейм Хилльярд). В этом же году он завоевал свой второй титул чемпиона Франции в мужских парах, где его партнёром был Марсель Бернар; в одиночном разряде Петра дошёл у себя на родине до полуфинала, где уступил Бернару. Он также продолжил выступления в Кубке Дэвиса, дойдя со сборной Франции до полуфинала европейского зонального турнира, но там при счёте 2:2 по играм проиграл в решающей встрече представителю Югославии Франьо Пунчецу. По итогам года он занял в десятке лучших теннисистов мира, ежегодно публикуемой газетой Daily Telegraph, четвёртое место. В последний раз Петра сыграл за сборную на следующий год в паре с 48-летним Жаном Боротра.
В 1948 году Петра ушёл из любительского тенниса в профессиональный, в своём первом сезоне пробившись в финал профессионального чемпионата Великобритании, где уступил лидеру британского довоенного тенниса Фреду Перри. В начале 1949 года он заключил контракт с чикагским спортивным клубом Saddle and Cycle, где в дальнейшем работал тренером.
Ивон Петра умер в 1984 году в предместье Парижа Сен-Жермен-ан-Ле. В 2016 году его имя было посмертно включено в списки Международного зала теннисной славы.

## Финалы Большого шлема за карьеру

### Одиночный разряд (1-0)
| Результат | Год  | Турнир              | Соперник в финале | Счёт в финале           |
| --------- | ---- | ------------------- | ----------------- | ----------------------- |
| Победа    | 1946 | Уимблдонский турнир | Джефф Браун       | 6-2, 6-4, 7-9, 5-7, 6-2 |

### Мужской парный разряд (2-0)
| Результат | Год  | Турнир                | Партнёр         | Соперники в финале        | Счёт в финале            |
| --------- | ---- | --------------------- | --------------- | ------------------------- | ------------------------ |
| Победа    | 1938 | Чемпионат Франции     | Бернар Дестремо | Дон Бадж Джин Мако        | 3-6, 6-3, 9-7, 6-1       |
| Победа    | 1946 | Чемпионат Франции (2) | Марсель Бернар  | Энрике Мореа Панчо Сегура | 7-5, 6-3, 0-6, 1-6, 10-8 |

### Смешанный парный разряд (1-2)
| Результат | Год  | Турнир              | Партнёрша       | Соперники в финале          | Счёт в финале  |
| --------- | ---- | ------------------- | --------------- | --------------------------- | -------------- |
| Победа    | 1937 | Чемпионат Франции   | Симон Матьё     | Мари-Луиза Хорн Ролан Журню | 7-5, 7-5       |
| Поражение | 1937 | Уимблдонский турнир | Симон Матьё     | Элис Марбл Дон Бадж         | 4-6, 1-6       |
| Поражение | 1937 | Чемпионат США       | Сильвия Энротен | Сара Фабиан Дон Бадж        | 2-6, 10-8, 0-6 |